# Mesapamea flavistigma
Mesapamea flavistigma là một loài bướm đêm trong họ Noctuidae.